# Minuskuł 346
Minuskuł 346 (wedle numeracji Gregory—Aland), ε 226 (von Soden) – rękopis Nowego Testamentu z tekstem czterech Ewangelii pisany minuskułą na pergaminie w języku greckim z XII wieku. Powstał w Kalabrii, obecnie przechowywany jest w Mediolanie. Zawiera księgi liturgiczne.

## Opis rękopisu
Kodeks zawiera tekst czterech Ewangelii, na 168 pergaminowych kartach (22,3 cm na 16,5 cm). Zawiera księgi liturgiczne z życiorysami świętych: synaksarion i menologium. Zawiera tylko jedną lukę, z powodu utraconych kart (Jan 3,26-7,52).
Tekst pisany jest jedną kolumną na stronę, 31-32 linijek w kolumnie. Scrivener ocenił, że pismo jest niestaranne.
Tekst Ewangelii dzielony jest według dwóch systemów, według κεφαλαια (rozdziały), których numery umieszczono na marginesie, oraz według krótszych jednostek - Sekcji Ammoniusza. Sekcje Ammoniusza nie zostały opatrzone odniesieniami do Kanonów Euzebiusza. Przed każdą z ewangelii umieszczone zostały listy κεφαλαια (spis treści). Tekst ewangelii zawiera ponadto τιτλοι (tytuły). Według umieszczonych na końcu ksiąg subscriptio Ewangelia Mateusza napisana została w języku hebrajskim, Ewangelia Marka w łacińskim, a Ewangelia Łukasza w greckim.
Tekst Pericope adulterae (Jan 7,53-8,11) umieszczony został w Ewangelii Łukasza, za 21,38, tekst Mt 17,2b-3 (znaki czasu) został opuszczony, Łk 22,43-44 (krwawy pot Jezusa) umieszczony został za Mt 26,39.

## Tekst
Grecki tekst Ewangelii reprezentuje tekst cezarejski. Aland zaklasyfikował go do Kategorii III. Reprezentuje tekstualną rodzinę Ferrara, co zostało potwierdzone przez Claremont Profile Method. Metodą tą zbadano jednak tylko trzy rozdziały Ewangelii Łukasza (1; 10; 20).

## Historia
Paleograficznie datowany jest na wiek XII. Rękopis prawdopodobnie powstał w Kalabrii. W 1606 roku został zakupiony w Salentinis, w Kalabrii. Rękopis badali Scholz, Ferrar, Burgon. Ferrar, ze względu na stan zdrowia, nie był w stanie skolacjonować tekstu tego rękopisu, zrobił to dlań Ceriani, który skolacjonował tekst Ewangelii Mateusza oraz sporządził dlań pełne kopie pozostałych trzech ewangelii. Abbott opublikował facsimile z tekstem Łk 11,49-51.
Na listę rękopisów Nowego Testamentu wciągnął go J.M.A. Scholz.
Obecnie przechowywany jest w Bibliotece Ambrozjańskiej (S. 23 sup) w Mediolanie.
Jest cytowany w naukowych wydaniach greckiego Novum Testamentum Nestle-Alanda.